# Astéréognosie
L'astéréognosie du grec στερεός, stéréos, (solide) et γιγνώσκω, gignosko (je reconnais), est littéralement le fait de ne pas pouvoir reconnaître par le toucher la forme et le volume d'un objet placé dans la main. Ainsi, si on lui donne une pomme, le sujet pourra dire que l'objet est rond, lisse avec un trou à son sommet, mais ne pourra pas l'associer au fruit.
L'astéréognosie relève le plus souvent d'une atteinte du cortex pariétal au niveau de l'aire somesthésique associative (gyrus pariétal supérieur, soit les aires 5 et 7 de Brodmann).
La stéréognosie, ou « sens stéréognostique », a été décrite par Hoffmann en 1885. Plus que d'un « sens », il s'agit de l'association de divers modes de sensibilité élémentaire, provenant de la sensibilité superficielle et de la sensibilité profonde.

## Source
Garnier M, Delamarre V. Dictionnaire des termes techniques de médecine. 20e édition, 1980, Maloine, Paris.